# 후쿠모토 미호
후쿠모토 미호(일본어: 福元 美穂, 1983년 10월 2일 ~ )는 일본의 여자 축구 선수이다. 포지션은 골키퍼이며, 현재 INAC 고베 레오네사 소속이다.

## 클럽 경력
2003년에 오카야마 유노고 벨에 입단하면서 리그 통산 259경기에 출전했고 3차례(2006, 2012, 2014 시즌)에 걸쳐 일본 여자 축구 리그 베스트 일레븐에 선정되었다. 2016년 8월에는 INAC 고베 레오네사로 이적했다.

## 국가대표팀 경력
2002년 8월에 열린 2002년 FIFA U-19 세계 여자 축구 선수권 대회에 참가한 일본 여자 U-20 축구 국가대표팀 명단에 이름을 올렸다. 2002년 부산 아시안 게임에 참가한 일본 여자 축구 국가대표팀 명단에 처음으로 이름을 올렸으며 2002년 10월 4일에 열린 베트남과의 경기에서 데뷔했다.
3차례의 FIFA 여자 월드컵(2007년, 2011년, 2015년)과 2차례의 하계 올림픽(2008년, 2012년)에 참가했다. 일본이 우승을 차지한 2011년 FIFA 여자 월드컵, 일본이 은메달을 획득했던 2012년 런던 하계 올림픽, 일본이 준우승을 차지했던 2015년 FIFA 여자 월드컵에서 주전 선수로 활약했다. 2016년에 국가대표팀에서 은퇴할 때까지 81경기에 출전했다.

## 통계
| 일본 | 일본 | 일본 |
| 연도 | 출전 | 득점 |
| ---- | ---- | ---- |
| 2002 | 1    | 0    |
| 2003 | 1    | 0    |
| 2004 | 0    | 0    |
| 2005 | 4    | 0    |
| 2006 | 13   | 0    |
| 2007 | 14   | 0    |
| 2008 | 14   | 0    |
| 2009 | 0    | 0    |
| 2010 | 4    | 0    |
| 2011 | 5    | 0    |
| 2012 | 11   | 0    |
| 2013 | 3    | 0    |
| 2014 | 5    | 0    |
| 2015 | 4    | 0    |
| 2016 | 2    | 0    |
| 통산 | 81   | 0    |